# Eduardo Arroyo Rodríguez
Eduardo Arroyo Rodríguez   (Madrid, 26 de febrer de 1937 - Madrid, 14 d'octubre de 2018) va ser un pintor espanyol d'estil figuratiu, clau de la figuració narrativa com de la nova figuració espanyola i vinculat al pop art.
Refugiat a París des de 1958 per causa de la seva política antifranquista, Arroyo va cobrar protagonisme en el circuit artístic espanyol tardanament, a partir dels anys 80, després d'un allunyament de dues dècades forçat pel règim franquista. Actualment, les seves obres pengen a diversos museus d'art modern espanyols i estrangers i la seva creativitat s'estén a les escenografies teatrals i les edicions il·lustrades. De la mà del director d'escena Klaus Michael Grüber, va crear diversos escenaris per a l'òpera, com per exemple el de De la casa dels morts de Leoš Janáček per al Festival de Salzburg de 1991 i que repetiria el 2005 a Madrid amb el director Marc Albrecht.